# Rhythm ’n’ Noise
Rhythm ’n’ Noise, im englischen Sprachraum auch Powernoise (nicht zu verwechseln mit Power Electronics), ist ein Musikgenre der elektronischen Tanzmusik der schwarzen Szene.

## Stil
Rhythm ’n’ Noise kombiniert Elemente aus Electro, Techno, insbesondere Gabber „und den noisigen Aspekten von Breakcore“. Die Musik ist weitestgehend instrumental und an der Club- und Tanztauglichkeit orientiert. Ein stark verzerrter elektronischer Kick-Drum-Beat dominiert den groovelosen Rhythmus. Auf harmonische Inhalten und taktgebende Hi-Hats wird in Abgrenzung zu großen Teilen des Techno verzichtet. Anstelle dessen stehen Loops sich abwechselnder Verzerrungen und rauschende Geräusche.
Das Genre ist rhythmisch synkopischer als Future Pop und von EBM abgeleitete Stile. Weiter Kennzeichnend für den Stil sind die Verwendung von Effekten wie Distortion und Delay sowie Sprachsamples aus Filmen, Radio- und Fernsehnachrichten.

## Geschichte
Die ersten Interpreten des Genres veröffentlichten bereits in der zweiten Hälfte der 1990er Jahre. Dennoch galt im Jahr 2010 das Genre noch als junge und moderne Variante schwarzer Clubmusik. Derweil wurde der Stil als Techno unter dem Etikett des Industrial kritisiert.
Eine Vorreiterrolle wurde Post-Industrial-Projekten wie Vivenza und Esplendor Geométrico attestiert. Eine Traditionslinie von diesen Vorwegnahmen zum späteren Genre ist jedoch nicht belegt. Vielmehr wird das Genre in die Tradition des Techno gestellt und als Entwicklung der 1990er- und 2000er-Jahre in der Nähe zu Aggrotech und Future Pop betrachtet.
Wie in diesen Genren vermengten Interpreten des Rhythm ’n’ Noise ästhetische und musikalische Elemente der schwarzen Szene mit solchen der Technokultur zu einem eigenständigen neuen Genre. Als wegweisend erwiesen sich dabei insbesondere deutsche Interpreten wie Winterkälte, Noisex und Hypnoskull. Hinzukommend wirkte sich das amerikanische Projekt Converter auf die Entwicklung und Verbreitung des Genres aus. Bis zum Jahr 2010 wuchs das Genre zu einer der bestimmenden und populären Formen der Clubmusik der Schwarzen Szene und war eng an die Modeströmung der Cyber geknüpft. Keimenden Cluberfolg erlebte das Genre bereits ab dem Ende der 1990er-Jahre durch Interpreten wie Xotox, KiEw, Störfunk, Monolith und weitere.